# Hope Solo
Hope Amelia Stevens z d. Solo (ur. 30 lipca 1981 w Richland w stanie Waszyngton) – amerykańska piłkarka, grająca na pozycji bramkarki, a wcześniej - w liceum Richland - napastniczki (zdobyła 109 goli).
W bramce reprezentacji USA zastąpiła Brianę Scurry. Solo była kilkakrotnie wybierana do All-American Team w liceum jako napastniczka i w college'u jako bramkarka. Reprezentowała Stany Zjednoczone jako zawodniczka podstawowego składu we wszystkich kategoriach wiekowych. Do niej należy rekord w reprezentacji USA bez wpuszczonej bramki – 1054 minut. Podczas Igrzysk Olimpijskich w Rio de Janeiro rozegrała 200. mecz w reprezentacji. W porównaniu do Briany Scurry, Solo miała mocny i daleki wykop.
Solo była jedną z twarzy reklamowych Nike. Trafiła również na okładkę Newsweeka (23-30 lipca 2012).

## Mistrzostwa świata 2007
Na Mistrzostwa Świata w Piłce Nożnej Kobiet 2007 w Chinach, Solo wpuściła dwie bramki w inauguracyjnym remisowym meczu z Koreą Północną, podczas gdy USA grały tymczasowo w dziesiątkę, kiedy Abby Wambach była zszywana w szatni, i zachowała czyste konto w kolejnych wygranych ze Szwecją, Nigerią i Anglią.
Ze względów taktycznych za sprawą trenera i jednocześnie selekcjonera, Grega Ryana, Solo nie została wystawiona w bramce USA w następnym meczu, w półfinale przeciwko Brazylii. Mecz zakończył się wysoką przegraną USA (0:4), które grając w dziesiątkę przez większość meczu po drugiej żółtej kartce Shannon Boxx, przegrywały 0:2 jeszcze w pełnym składzie, począwszy od wczesnej samobójczą bramką główkującej Leslie Osborne po rzucie rożnym. Hope Solo publicznie skrytykowała decyzję Ryana wystawienia swojej zmienniczki Briany Scurry, dodatkowo stwierdzając, że obroniłaby zaistniałe sytuacje bramkowe. Mimo późniejszego przeproszenia Scurry i współzawodniczek, nadal krytykując decyzję trenera, Solo została wyrzucona ze składu przez Grega Ryana (z poparciem zespołu) przed meczem o 3. miejsce z Norwegią.

## Igrzyska olimpijskie 2008
Po zmianie selekcjonera na Pię Sundhage, Solo powróciła do składu na stałe i zagrała w bramce przez cały turniej olimpijski. W meczu o złoty medal, który to reprezentacja USA wygrała 1:0 po zaciętym i wyrównanym meczu z Brazylią, m.in. obroniła ostry strzał z bliska Marty w światło bramki, w rezultacie zapewniając swojej drużynie wygraną.